# ハンガリー共産党
ハンガリー共産党（ハンガリーきょうさんとう、ハンガリー語：1944年以降はMagyar Kommunista Párt、結成時の呼称はKommunisták Magyarországi Pártja）は、1918年11月24日に創設された。

## 歴史
クン・ベーラの指導の下、1919年3月にはハンガリー革命でハンガリー民主共和国を倒し、ハンガリー・ソビエト共和国を設立した。しかし、共産党政権は介入してきたルーマニア王国軍とホルティ・ミクローシュ率いるハンガリー国民軍に倒され、地下に潜伏した。
その後成立したハンガリー王国においては、共産党は非合法とされていた。しかし、1944年にハンガリーがナチス・ドイツ軍に占領され、極右の矢十字党が政権を握ると、他の野党と協力した。1944年5月には、野党や労働組合などとともに「ハンガリー戦線」を結成し、ハンガリーの自由を求める運動を始めた。そして同年末には、独立小農業者党、ハンガリー社会民主党、民族農民党と連立して、ダールノキ・ミクローシュ・ベーラを首相とするハンガリー臨時国民政府を樹立した。
戦後、ソ連軍の占領統治下でラーコシの指導の下で徐々に権力を握った。1948年、党は社会民主党を吸収してハンガリー勤労者党（後にハンガリー社会主義労働者党）となり、一党独裁体制を築いた。

## 党指導部
1945年時の党指導部
- ラーコシ・マーチャーシュ　（党書記長）
- ゲレー・エルネー　（中央委員、政治委員）
- レーヴァイ・ヨージェフ　（中央委員、政治委員）
- ファルカシュ・ミハーイ　（中央委員、政治委員、党副書記長）
- ライク・ラースロー
- カーダール・ヤーノシュ